# Isabel (Kansas)
Isabel è una città degli Stati Uniti d'America della Contea di Barber, nello Stato del Kansas.

## Storia
Isabel è stata fondata nel 1887. Isabel era il nome della figlia del geometra comunale.